# قطعنامه ۵۱۹ شورای امنیت
قطعنامه ۵۱۹ شورای امنیت سازمان ملل متحد که در تاریخ ۱۷ اوت ۱۹۸۲ تصویب شد، سندی بین‌المللی دربارهٔ اسرائیل-لبنان است. این قطعنامه طی نشست ۲۳۹۳ام با ۱۳ موافق، ۰ مخالف و ۲ ممتنع تصویب شد.